# Maredsous
Maredsous är en ort i Belgien.   Den ligger i provinsen Namur och regionen Vallonien, i den centrala delen av landet, 70 km söder om huvudstaden Bryssel. Maredsous ligger 172 meter över havet och antalet invånare är 200.
Terrängen runt Maredsous är huvudsakligen platt. Maredsous ligger nere i en dal. Runt Maredsous är det ganska tätbefolkat, med 75 invånare per kvadratkilometer.. Närmaste större samhälle är Namur, 19,1 km norr om Maredsous. 
Omgivningarna runt Maredsous är en mosaik av jordbruksmark och naturlig växtlighet.